# 2008年夏季残疾人奥林匹克运动会举重比赛
2008年夏季残疾人奥林匹克运动会举重比賽由9月9日至9月16日在北京航空航天大学体育馆舉行，比賽合共產生20枚金牌。

## 比赛分级
- 举重是为肢体（主要为下肢）障碍运动员准备的比赛项目，达到最低分级标准的运动员即可参加，残奥会的举重方式与奥运会不同，为卧式举重。[1]

## 比賽項目
本届举重比赛共设20个小项（男女各10个）。

| - 男子48公斤级 - 男子52公斤级 - 男子56公斤级 - 男子60公斤级 - 男子67.5公斤级 - 男子75公斤级 - 男子82.5公斤级 - 男子90公斤级 - 男子100公斤级 - 男子100公斤以上级 | - 女子40公斤级 - 女子44公斤级 - 女子48公斤级 - 女子52公斤级 - 女子56公斤级 - 女子60公斤级 - 女子67.5公斤级 - 女子75公斤级 - 女子82.5公斤级 - 女子82.5公斤以上级 |  |

## 參賽資格
本届比赛共有200名运动员（男子120名，女子80名）参赛，其中每个国家协会最多可派16人（男女各8人）人参赛，而每个单项最多能派1人。

名额直接分配给运动员本人。

所有参赛运动员必须在2006年1月1日至2008年1月31日间达到最低参赛标准

### 資格賽名額

#### 男子
| 資格賽                     | 出線資格                            | 总名額數量 | 备注 |
| -------------------------- | ----------------------------------- | ---------- | ---- |
| 2008年1月底IPC举重世界排名 | 各级别前10名                        | 100個      |      |
| 外卡选手                   | 由IPC和IPC举重委员会决定，各级别2个 | 20个       |      |
| 合计                       | 合计                                | 84个       |      |

#### 女子
| 資格賽                     | 出線資格                            | 总名額數量 | 备注 |
| -------------------------- | ----------------------------------- | ---------- | ---- |
| 2008年1月底IPC举重世界排名 | 各级别前6名                         | 60個       |      |
| 外卡选手                   | 由IPC和IPC举重委员会决定，各级别2个 | 20个       |      |
| 合计                       | 合计                                | 80个       |      |

## 各國獎牌榜
| 排名 | 国家／地区              | 金牌 | 银牌 | 铜牌 | 總數 |
| ---- | ----------------------- | ---- | ---- | ---- | ---- |
| 1    | 中国（CHN）             | 9    | 2    | 3    | 14   |
| 2    | 埃及（EGY）             | 4    | 3    | 3    | 10   |
| 3    | 尼日利亚（NGR）         | 2    | 3    | 1    | 6    |
| 4    | 伊朗（IRI）             | 2    | 2    | 1    | 5    |
| 5    | 墨西哥（MEX）           | 1    | 0    | 2    | 3    |
| 6    | 中华台北（TPE）         | 1    | 0    | 0    | 1    |
| 6    | 乌克兰（UKR）           | 1    | 0    | 0    | 1    |
| 8    | 俄罗斯（RUS）           | 0    | 4    | 0    | 4    |
| 9    | 伊拉克（IRQ）           | 0    | 1    | 1    | 2    |
| 9    | 约旦（JOR）             | 0    | 1    | 1    | 2    |
| 9    | 波兰（POL）             | 0    | 1    | 1    | 2    |
| 12   | （AUS）                 | 0    | 1    | 0    | 1    |
| 12   | 希腊（GRE）             | 0    | 1    | 0    | 1    |
| 12   | 阿拉伯联合酋长国（UAE） | 0    | 1    | 0    | 1    |
| 15   | 泰国（THA）             | 0    | 0    | 2    | 2    |
| 16   | 法国（FRA）             | 0    | 0    | 1    | 1    |
| 16   | 韩国（KOR）             | 0    | 0    | 1    | 1    |
| 16   | 老挝（LAO）             | 0    | 0    | 1    | 1    |
| 16   | 马来西亚（MAS）         | 0    | 0    | 1    | 1    |
| 16   | 叙利亚（SYR）           | 0    | 0    | 1    | 1    |
| 总计 | 总计                    | 20   | 20   | 20   | 60   |

## 各項成績

### 男子
| 项目              | 金牌                                   | 金牌             | 银牌                                             | 银牌                  | 铜牌                               | 铜牌                  |
| 男子48公斤级      | 鲁埃尔·伊沙库 · 尼日利亚（NGR）        | 167.5 (169.0 WR) | 奥马尔·卡拉达 · 约旦（JOR）                      | 162.5                 | 艾·西迈 · 老挝（LAO）              | 157.5                 |
| 男子52公斤级      | 吴国境 · 中国（CHN）                   | 175              | 乌萨马·阿布德·穆奈姆·塞恩贾维 · 埃及（EGY）      | 167.5 （体重49.55kg） | 纳隆·甲沙农 · 泰国（THA）          | 167.5 （体重50.56kg） |
| 男子56公斤级      | 谢里夫·奥斯曼·奥斯曼 · 埃及（EGY）     | 202.5 (WR)       | 拉苏尔·穆赫辛 · 伊拉克（IRQ）                    | 185.0                 | 郑金钟 · 韩国（KOR）               | 180.0                 |
| 男子60公斤级      | 哈姆泽·穆罕默迪 · 伊朗（IRI）          | 202.5 (PR)       | 艾拉特·扎基耶夫 · 俄罗斯（RUS）                  | 200.0                 | 沙班·叶海亚·易卜拉欣 · 埃及（EGY） | 195.0                 |
| 男子67.5公斤级    | 迈特瓦利·易卜拉欣·马特纳 · 埃及（EGY） | 217.5 (PR)       | 阿里·侯赛尼 · 伊朗（IRI）                        | 215.0                 | 吴茂顺 · 中国（CHN）               | 200.0                 |
| 男子75公斤级      | 刘磊 · 中国（CHN）                     | 225.0            | 马吉德·法尔津 · 伊朗（IRI）                      | 212.5                 | 穆塔兹·朱奈迪 · 约旦（JOR）        | 210.0                 |
| 男子82.5公斤级    | 张海东 · 中国（CHN）                   | 230.0            | 帕夫洛斯·马马洛斯 · 希腊（GRE）                  | 225.0                 | 特尔·阿里 · 伊拉克（IRQ）          | 222.5                 |
| 男子90公斤級      | 蔡慧超 · 中国（CHN）                   | 235.0            | 穆罕默德·哈米斯·哈拉夫 · 阿拉伯联合酋长国（UAE） | 227.5                 | 理夏德·罗加拉 · 波兰（POL）        | 215.0                 |
| 男子100公斤级     | 齐栋 · 中国（CHN）                     | 247.5            | 奥比奥马·达莱斯·阿利格奎 · 尼日利亚（NGR）       | 245.0                 | 阿里·萨迪克扎德 · 伊朗（IRI）      | 230.0                 |
| 男子100公斤以上级 | 卡齐姆·拉贾比·戈洛杰赫 · 伊朗（IRI）   | 257.5 (265.0 WR) | 达伦·加德纳 · （AUS）                            | 230.0                 | 李兵 · 中国（CHN）                 | 225.0                 |

### 女子
| 项目               | 金牌                                  | 金牌                   | 银牌                                   | 银牌                        | 铜牌                                       | 铜牌                 |
| 女子40公斤级       | 利季娅·索洛维约娃 · 乌克兰（UKR）     | 100.0 (WR)             | 崔哲 · 中国（CHN）                     | 95                          | 劳拉·塞雷罗 · 墨西哥（MEX）                | 92.5                 |
| 女子44公斤级       | 肖翠娟 · 中国（CHN）                  | 100.0                  | 尤斯蒂娜·科兹德雷克 · 波兰（POL）      | 92.5 （体重42.41kg）        | 扎伊纳布·赛义德·奥泰菲 · 埃及（EGY）       | 92.5 （体重42.76kg） |
| 女子48公斤级       | 露西·奥格丘库埃吉克 · 尼日利亚（NGR） | 130.0 (WR)             | 奥列西娅·拉菲娜 · 俄罗斯（RUS）        | 115.0                       | 苏哈·加祖瓦尼 · 法国（FRA）                | 112.5                |
| 女子52公斤级       | 阿马利娅·佩雷斯 · 墨西哥（MEX）       | 127.5 (128.0 PR)       | 塔玛拉·波德帕尔纳娅 · 俄罗斯（RUS）    | 125.0                       | 讪坤·阿农 · 泰国（THA）                    | 95.0                 |
| 女子56公斤级       | 法蒂玛·奥马尔·奥马尔 · 埃及（EGY）    | 135.0 (141.5 WR)       | 伊琳娜·卡赞采娃 · 俄罗斯（RUS）        | 97.5                        | 萧丽珍 · 马来西亚（MAS）                   | 95.0                 |
| 女子60公斤级       | 边建欣 · 中国（CHN）                  | 135.0                  | 阿迈勒·马哈茂德·奥斯曼 · 埃及（EGY）   | 117.5                       | 佩兴丝·阿吉米莱·伊比蒂 · 尼日利亚（NGR）   | 110.0                |
| 女子67.5公斤级     | 傅桃英 · 中国（CHN）                  | 142.5 (145.5 WR)       | 阿莫盖·维多利亚·内吉 · 尼日利亚（NGR） | 132.5                       | 拉莎·谢赫 · 叙利亚（SYR）                  | 117.                 |
| 女子75公斤级       | 林资惠 · 中华台北（TPE）              | 137.5                  | 兰达·塔杰丁·穆罕默德 · 埃及（EGY）     | 135.0                       | 张丽萍 · 中国（CHN）                       | 132.5                |
| 女子82.5公斤级     | 赫巴·赛义德·艾哈迈德 · 埃及（EGY）    | 152.5 (155.0 WR)       | 左珏 · 中国（CHN）                     | 137.5                       | 佩拉·帕特丽夏·巴尔塞尼亚斯 · 墨西哥（MEX） | 137.0                |
| 女子82.5公斤以上级 | 李瑞芳 · 中国（CHN）                  | 165.0 （体重104.77kg） | 格雷丝·埃贝雷·阿诺齐 · 尼日利亚（NGR） | 165.0 （体重110.77kg） (PR) | 纳迪娅·穆罕默德·阿里 · 埃及（EGY）         | 150.0                |

## 外部連結
- 本屆残奧会各項項目比賽時間表
- (pdf). IPC.[]

- 国际残奥会官方网站（页面存档备份，存于）